# World Series of Skiing
Die World Series of Skiing war eine Reihe von internationalen Wettkämpfen in unterschiedlichen Formaten im alpinen Skisport.

## Anfänge
Die ersten Rennen unter diesem Namen fanden auf Initiative des US-amerikanischen Nationaltrainers Bob Beattie im März 1965 in Vail, Colorado statt. Ziel war es, eine Kräftemessen des US-amerikanischen und kanadischen Teams mit den europäischen Spitzenfahrern zu ermöglichen. Um das größtmögliche Interesse bei den Fernsehanstalten zu erzeugen, wurden nur Skifahrer aus Nationen eingeladen, die bei den Olympischen Spielen 1964 Medaillen errungen hatten: Frankreich, Österreich und USA. Als 1967 der Alpine Skiweltcup ins Leben gerufen wurde, war die World Series ein Wettbewerb, an dem fünf Nationen teilnahmen und der parallel zum Weltcup ausgetragen wurde.

## Wiederaufnahme 1973/74
Da in der Saison 1973/74 kein einziges Weltcuprennen auf amerikanischem Boden stattfand, beschloss die Fédération Internationale de Ski als Ausgleich die Austragung von Mannschaftswettkämpfen nach Ende der Saison. Der Amerikaner Hank Tauber wurde Anfang 1973 mit der Organisation der Rennen beauftragt, die an drei Wochenenden im März 1974 in Collingwood in Ontario (14. bis 17. März 1974), Sugarloaf in Maine (20. bis 23. März 1974) und Heavenly Valley in Kalifornien (26. bis 30. März 1974) stattfinden sollten. Geplant waren Rennen im Slalom, Abfahrt, Riesenslalom und Parallelslalom, die von Teams mit jeweils 14 Teilnehmern (7 Damen und 7 Herren) aus sieben Nationen (USA, Kanada, Deutschland, Frankreich, Italien, Österreich und der Schweiz) sowie ein Team bestehend aus Skifahrern kleinerer Skinationen (Australien, Belgien, Liechtenstein, San Marino) bestritten werden sollten. Frankreich trat schließlich nur mit einem Damenteam an.
Aufgrund der Witterungsverhältnisse mussten die ersten beiden Rennwochenenden nach Aspen bzw. Vail in den Bundesstaat Colorado verlegt werden. Auch die Riesenslaloms in Heavenly Valley konnten wegen des Wetters nicht wie geplant stattfinden, so dass der Wettbewerb für die Herren einige Tage später am Mount Rose in Nevada ausgetragen wurde, während der Damenriesenslalom komplett abgesagt wurde. Insgesamt bestand die Nations' World Series of Skiing 1974 somit aus sieben Herrenrennen (zwei Slaloms und ein Parallelslalom in Aspen, eine Abfahrt und ein Parallelslalom in Vail, ein Riesenslalom in Mount Rose und ein Parallelslalom in Heavenly Valley) und sechs Damenrennen (zwei Slaloms und ein Parallelslalom in Aspen, eine Abfahrt und ein Parallelslalom in Vail und ein Parallelslalom in Heavenly Valley). Sieger wurde mit 154 Punkten Vorsprung das österreichische Team vor Italien, Deutschland und den USA. Kanada und die Schweiz teilten sich Rang fünf, das international besetzte Team wurde trotz der Einzelsiege von Manfred Grabler (Australien) in der Abfahrt und Willi Frommelt (Liechtenstein) im Parallelslalom von Vail nur Vorletzter, während Frankreich mit seiner halben Mannschaft den letzten Platz belegte. Zu den weiteren Siegern der einzelnen Läufe zählten bei den Herren Geoff Bruce (USA), der den Auftaktslalom gewann, und Gustav Thöni (Italien), dem der Gewinn der restlichen vier Rennen gelang. Er siegte sowohl im zweiten Slalom von Aspen als auch im Riesenslalom sowie in zwei Parallelslaloms. Bei den Damen war Annemarie Moser-Pröll (Österreich) mit vier Siegen (zwei im Slalom und zwei im Parallelslalom) die erfolgreichste Einzelteilnehmerin. Zudem gewannen ihre Landsmänninnen Monika Kaserer den Parallelslalom von Aspen und Ingrid Eberle die Damenabfahrt.

## Weitere Veranstaltungen
In der Saison 1976/77 kamen mit Liechtenstein, Schweden und der Tschechoslowakei drei weitere Nationen hinzu. Bei den Wettkämpfen, die in Aprica (Slalom), Bormio (Riesenslalom) und St. Moritz (Parallelslalom) vom 30. November bis zum 5. Dezember 1976 vor Beginn des Weltcups stattfanden, gewann Italien (92 Punkte) vor der Schweiz (72 Punkte), Frankreich und der Tschechoslowakei (je 42 Punkte), Liechtenstein (41 Punkte), Schweden (36 Punkte), Österreich und den USA (je 35 Punkte), Deutschland (20 Punkte) und Kanada (6 Punkte). Zu den Einzelsiegern zählten Ingemar Stenmark (Schweden) im Slalom und Riesenslalom und Walter Tresch (Schweiz) im Parallelslalom bei den Herrn sowie Lise-Marie Morerod (Schweiz) im Slalom und Parallelslalom und Claudia Giordani (Italien) im Riesenslalom bei den Damen.
In den 1980er Jahren gab es Ende November fast alljährlich Wettkämpfe unter der Bezeichnung World Series, die aus unterschiedlichen Formaten bestanden (Parallelslaloms, auch Riesenslaloms und die „üblichen“ Slaloms, sogar einmal eine Abfahrt) und nur zum Nationencup zählten.